# Onciale 0286
- Papyrus
- Onciale
- Minuscules
- Lectionnaire

Le Codex 0286 (dans la numérotation Gregory-Aland), est un manuscrit du Nouveau Testament sur parchemin écrit en écriture grecque onciale.

## Description
Le codex se compose de deux folios. Il est écrit en une colonne par page, 19 lignes par colonne. Les dimensions du manuscrit sont 17,5 cm x 16,5 cm,. Les paléographes datent ce manuscrit du Xe siècle ou XIe siècle.
C'est un manuscrit contenant le texte de l'Évangile selon Matthieu (16,13-19) et l'Évangile selon Jean (10,12-16).
Le texte du codex Kurt Aland ne l'a placé dans aucune Catégorie.
Lieu de conservation
D'une folio est conservé au Monastère Sainte-Catherine (N.E. ΜΓ 72) dans le Sinaï, d'une folio est conservé au Bibliothèque nationale russe (Gr. 9,2) en St. Petersbourg,.